# Philip (Dacota do Sul)
Philip é uma cidade localizada no estado norte-americano de Dacota do Sul, no Condado de Haakon.

## Demografia
Segundo o censo norte-americano de 2000, a sua população era de 885 habitantes.
Em 2006, foi estimada uma população de 745, um decréscimo de 140 (-15.8%).

## Geografia
De acordo com o United States Census Bureau tem uma área de
1,5 km², dos quais 1,5 km² cobertos por terra e 0,0 km² cobertos por água. Philip localiza-se a aproximadamente 660 m acima do nível do mar.

## Localidades na vizinhança
O diagrama seguinte representa as localidades num raio de 40 km ao redor de Philip.